# Sibiriendeutsch
Sibiriendeutsch ist die Sprache der Deutschen, die heute in vielen Teilen Sibiriens leben. Sie sind Nachfahren von Auswanderern, die sich seit Ende des 18. Jahrhunderts an der Wolga, um St. Petersburg, auf der Krim, im Kaukasus, in Wolhynien und weiteren Gebieten im damaligen Russland ansiedelten. Die Deutschen in Sibirien sind heutzutage weitgehend assimiliert, was u. a. mit dem Verlust des Deutschen als Muttersprache verbunden ist, aber auch eine einzigartige Sprachsituation geschaffen hat.

## Bevölkerungsentwicklung und geographische Verteilung der ethnischen Deutschen in Sibirien
Ethnische Deutsche in Sibirien (Russland) 1979, 2002 und 2010:
| Gebiet             | 1979      | 2002    | 2010    |
| ------------------ | --------- | ------- | ------- |
| Russland insgesamt | 1.936.214 | 597.200 | 394.138 |
| Altaj              | 124.745   | 79.500  | 50.701  |
| Omsk               | 120.806   | 76.300  | 50.055  |
| Nowosibirsk        | 64.985    | 47.300  | 30.924  |
| Krasnojarsk        | 54.518    | 36.900  | 22.363  |
| Kemerowo           | 47.040    | 36.000  | 23.125  |
| Tomsk              | 15.027    | 13.444  | 8.687   |

## Sprachgeschichte – von den Anfängen der Sprachinseln bis zur Kontaktvarietät
Historischer Hintergrund für die Entstehung der Dialektgeographie der ethnischen Deutschen in Russland ist ein konkretes Ereignis in der Geschichte Russlands und Deutschlands: Am 22. Juli 1763 erließ die aus Deutschland stammende Katharina II. (1762–1796) ein Einladungsmanifest, das ausländischen Siedlern eine Reihe von Privilegien in Aussicht stellte, was allerdings nicht durchgehend eingehalten wurde. Den deutschen Siedlern wurden u. a. Religionsfreiheit, Befreiung vom Militärdienst, 30 Jahre Steuerfreiheit und lokale Selbstverwaltung versprochen. Die Kolonistenfamilien bekamen 30 Hektar Land zugesprochen. Zwischen 1764 und 1767 wanderten erstmals rund 30.000 Deutsche nach Russland aus; der überwiegende Teil ging ins Wolgagebiet bei Saratow. Die Wolga-Kolonien sind das älteste und größte Gebiet der deutschen Einwanderung. Ein zweites Gebiet liegt am Schwarzen Meer (unter Zar Alexander I., 1803–1823) und umfasst die Südukraine, die Krim und Bessarabien (das Gebiet zwischen den Flüssen Dnister und Prut in Teilen vom heutigen Moldawien und der Ukraine) und Transkaukasien. Die deutschen Siedler am Schwarzen Meer errichteten später neue Siedlungen im Don-Gebiet, im Nord-Kaukasus und in der Nord-Ukraine (um Charkow und Kiew). Ein späteres Einwanderungsgebiet ist Wolhynien (heute eine Landschaft in der nordwestlichen Ukraine), besiedelt unter Nikolaus I. und Alexander II. (1830–1870). Weitere Siedlungen wurden im Ural, in Sibirien und in Zentralasien (u. a. am Kaspischen Meer) gebildet. Eine unweit der dortigen Mennonitendörfer liegender Teil des Molotschnaja-Gebiets hatte laut Firmenich folgende Mundarten: Die badisch-pfälzische, die schwäbische, die preußische (in Rosental und Hoffental), die nassauische (in Alt-Nassau und Neu-Nassau).
In Marx (Russland) wurde ein Regiolekt mit Prägung durch einen nordostthüringisch-osterländischen Dialekt gesprochen. Derselbe wurde auch in Alt-Urbach, Boaro, Jost an der Wolga und Orlowskoi gesprochen.
Die vier Hauptgruppen in der Wolgadeutschen Republik waren: südwestpfälzisch aus dem Zweibrücker Raum, rheinfränkisch-südhessisch, rheinfränkisch-zentralhessisch und zentralhessisch-vogelsbergisch. 

### Die Erforschung der deutschen Sprachinseln durch Viktor Schirmunski
160 Jahre nach der ersten deutschen Einwanderung an die Wolga erwähnte der sowjetisch-russische Dialektologe Viktor Schirmunski, dass es in Russland ca. 2000 deutsche Dörfer mit rund 1.600.000 Einwohnern gebe. Schirmunski hat bereits 1930 die deutschen Sprachinseln in Russland mit einem „sprachwissenschaftlichen Laboratorium […], in dem wir anhand geschichtlicher Zeugnisse in einer kurzen Zeitspanne von 100 bis 150 Jahren Entwicklungen verfolgen können […]“, verglichen und die Sprache der deutschen Siedler an der Newa bei Sankt Petersburg, in der Südukraine und Transkaukasien und am Dnjepr (Ukraine) dialektologisch eingehend analysiert.
Diese Siedlungsgebiete – in der frühen Forschungsgeschichte wird nach Mutter- und Tochterkolonien unterschieden – lagen sehr weit auseinander. Die einzelnen deutschen Sprachinseln hatten wenig Kontakt miteinander. Heute gehört beispielsweise Transkaukasien, die südliche Hauptkette des Großen Kaukasus, zu den Ländern Armenien, Georgien und Aserbaidschan, während der Dnjepr sowohl durch die heutige Ukraine, durch Belarus und Russland fließt. Schirmunski war sich durchaus dieser Problematik bewusst. „Die deutschen Dörfer in Russland bilden im Allgemeinen kein sprachlich zusammenhängendes Gebiet, sondern erscheinen gewöhnlich als zerstreute Sprachinseln in fremdsprachlicher Umgebung“, schreibt Schirmunski 1930. Häufig wurden in den einzelnen Dörfern auch die verschiedenen Mundarten gesprochen, die die Siedler aus den deutschen Ländern mitgebracht hatten. Mit der Zeit mischten sich die Siedlungsmundarten, während in manchen Dörfern etwa nur Schwäbisch, Hessisch oder Pfälzisch gesprochen wurde. Die Muttersprache der Siedler ist auch gleichzeitig ihre Verkehrssprache, die täglich untereinander gesprochen wird. Daneben kennen sie die deutsche Schriftsprache des 19. Jahrhunderts, die als mundartlich gefärbte Umgangssprache durch Schul- und Kirchenunterricht eindringt, und die russische Sprache, deren Kenntnisse ebenfalls durch die Schule und den Umgang mit den Nachbarn ständig präsent ist. In gewissen Regionen kommen auch andere Nachbarsprachen, wie Ukrainisch, Tatarisch und Georgisch, in Betracht. Der Grad der Kenntnisse zu den Kontaktsprachen ist je nach Gegend und kulturellen Bedingungen sehr verschieden.
Wolhyniendeutsch wurde in der Ukraine gesprochen. 
Das „Neuschwäbische“ in der Ukraine baute die meisten schwäbischen Dialektmerkmale ab. Das Neuschwäbische wurde in Lustdorf und Groß-Liebental gesprochen.
Das Neuhessische in der Ukraine beruhte auf dem Oberhessischen. Das Neuhessische in den Tochterkolonien der Belemeser im Mariupoler Kreis beruhte auf dem Oberhessischen, wies jedoch nicht überwiegende dialektale Prägung auf.
Schirmunski veröffentlichte 1929 eine Studie, in welcher er außer Mischmundarten folgende Mundarttypen unterschied: I. Niederdeutsch-niederfränkische Mundarten aus der Gegend von Danzig, II. mitteldeutsche, unterteilt in oberhessisch, westrheinpfälzisch, ostrheinpfälzisch und ostpfälzisch sowie III. süddeutsche, unterteilt in nordelsässisch aus dem Gebiet zwischen Seltz, Wissembourg und Lauterbourg, nordbadisch aus Baden-Durlach, schwäbisch und nordbairisch.
Das Niederdeutsche wurde in der Ukraine bei den Mennoniten, den Preußen in der Mariupoler Gegend und in den Danziger Kolonien gesprochen.
Das Niederdeutsche in der Ukraine wurde in das Niederdeutsche der Mennoniten sowie der Kolonien Josephstal, Rybalsk und Alt-Danzig aufgeteilt.
Es gibt bei Russlanddeutschen das Niederdeutsche der Mennoniten und das der Katholiken.
Zu den Gegensätzen gehören ät und äk für ich, aupəl und opəl für Apfel, sti:rən und szarən für Stern.
Hessisch-pfälzisch wurde ebenfalls in Russland gesprochen.
In Güldendorf wurde eine Mischung aus südfränkisch und schwäbisch, in Alexanderhilf und Neuburg eine Mischung aus rhein-pfälzisch mit weniger schwäbisch gesprochen, das Krim-schwäbische ist eine Mischung aus südfränkisch und schwäbisch. Es gab einen westpfälzischen Typ (fescht, gebroch, Haus), einen hessisch-pfälzischen Typ (fescht, gebroche), die sogenannten Vogelsberg-Spessart-Mundarten (fest, Brauder, Haus, Flaasch) und einen rheinfränkischen Typ aus dem Gebiet Taunus-Aschaffenburg (fest, Bruder, frtselt).
Im anderen als dem mennonitischen Koloniebezirk im Molotschnaja-Gebiet gab es folgende Mundarten: Badisch-pfälzisch, schwäbisch, preußisch (Rosental und Hoffental), nassauisch und elsässisch.

### Sprachsituation seit dem Zweiten Weltkrieg
Mit dem Überfall der deutschen Wehrmacht auf die Sowjetunion am 22. Juni 1941 wurden die Sprachinselgesellschaften von sowjetischen Behörden de facto von einem Tag zum anderen aufgelöst.

## Sprachkontaktforschung zum gesprochenen Deutsch in Sibirien
Im Rahmen des Forschungsprojektes „Syntax im Sprachkontakt. Gesprochenes Deutsch im Gebiet Krasnojarsk (Sibirien)“ wurden jeweils 2008 und 2010 Forschungsreisen von Forschern der Universität Göteborg in die Region Krasnojarsk durchgeführt, um sprachliche Daten zum heute gesprochenen Deutsch in Sibirien zu sammeln. In Zusammenarbeit mit der Pädagogischen Russischen Staatlichen Universität V. P. Astafjew in der Regionshauptstadt Krasnojarsk wurden Interviews mit vier Informantinnen audiovisuell aufgezeichnet. Es sollte erlebt werden, wie es ist, wenn man seine Sprache nur im engsten Familienkreis spricht, ohne persönliche Bezugspunkte zum Herkunftsland.

### Beispiel der sibiriendeutschen Spontansprache
Das folgende Beispiel ist ein Ausschnitt einer Aufnahme von 2010 aus dem ersten Gespräch von Christiane Andersen (C) mit Emma (E) und Maria (M). Bei der Transkription wurden einige Vereinfachungen vorgenommen: neben der generellen Kleinschreibung wurde immer dann von der Orthographienorm abgewichen, wenn die Aussprache der Informantinnen deutlich vom Standarddeutschen abwich. Da diese Entscheidung vom Ermessen des oder der Transkribierenden abhing, wurde in dieser Phase der Datenbearbeitung bereits eine Interpretation vorgenommen. Auch Hinweise zum nonverbalen Verhalten der Gesprächsteilnehmer wurden notiert:
| C | Können sie noch einmal sagen, in welchem jahr sie geboren sind und wo?                                                                |
| E | es wird da ringehn? |
| C | <lacht> ja es geht alles da rein |
| M | ich bin haas maria un siebeunddreissig                                                                                                |
| C | ja |
| M | geboren |
| E | jahrgang |
| C | Jahrgang ja <lacht> |
| M | un in engels geboren <fummelt mit dem Teebeutel> ja                                                                                   |
| C | und sie haben hier? Wie lange leben sie jetzt hier?                                                                                   |
| M | um einundvierzig sijn mir dort in den dorf                                                                                            |
| C | aha |
| E | a, i sibirje sin mir von einunverzig                                                                                                  |
| C | ja |
| E | da |
| C | und |
| E | und der kriech hat anfangen |
| C | ja <zu E gewandt> wollen sie nochmal ihren namen sagen?                                                                               |
| E | emma, ich bin geboren in engels |
| C | mm |
| E | un nach sibirje jekomm <hustet ins Mikrofon> bin ich war ich acht jahre alt                                                           |
| C | mm |
| E | un haben wir gewahnt in minusinske, minusinske haben wir gewahnt najn monat, a vot potom haben sie uns na sever mit de ganzen familje |
|   | kak in der trudarmee war mer |
| C | mm |
| E | un dort warn wir elf monat |
| C | mm |
| E | a potom sever |
| M | <zu E> otkuda elf monat |
| E | <beharrlich> I minu... net, minusinsk, v minusinske in <Kopfschütteln> am sever                                                       |
| M | am sever waren wir von zweiundverzig bis neun... ihr seid achtundverzig zrückgekommen                                                 |
| E | Net a ja govorju von dort wie wir dort waren in dem in dem jakutsk                                                                    |
| M | <Rückfrage> v minusinske? |
| E | da, nje v minusinske, in dem kak že ego... v bratske, wo der war... muder war, aj nikolina                                            |
| M | bylo… |
| E | auch am sever |
| C | ist es sehr weit weg? |

Emma und Maria sprechen völlig unvoreingenommen. Dabei mischen sich ganz natürlich sowohl dialektale als auch kontaktsprachliche Elemente (hier das Russische) in die Rede, ohne dass ihnen bewusst ist, dass sie stellenweise Russisch sprechen. „Wir sprechen Deutsch“, sagen sie mehrmals.
Die Verwendung russischer Wörter und Wortformen fallen uns ins Auge. Geographische Namen wie engels, sibirje, minusinsk, jakutsk, bratsk und nikolina werden auf Russisch verwendet. Das russische Wort sever, auf Deutsch der Norden, wird mit der russischen Präposition na versehen. Auch der Ort Minusinsk wird mit einer russischen Präposition verbunden – v minusinske und mit einer russischen Kasusendung (-e, russischer Präpositiv) verbunden. Die Endung -je in sibir (russisch für ‚Sibirien‘) ist dagegen eine Entlehnung aus dem Deutschen, wie auch trudarmee eine Mischung aus russ. trud ‚Arbeit‘ und Armee ist.
Es werden russische Diskurspartikel, wie a (aber), kak (wie), potom (danach) und otkuda (woher), in den Dialogen verwendet. Daneben gibt es grammatikalische Besonderheiten, die ihre Herkunft sowohl in deutschen Dialekten als auch in der russischen Sprache widerspiegeln. Neben Innovationen in der Wortbildung (z. B. russisch-deutsche Mischungen von Wortformen wie oben trudarmee) finden sich auch typische Merkmale im Satzbau und Besonderheiten in der Wortfolge. Dazu gehört die Stirnstellung des finiten Verbs in Aussagesätzen und die Ausklammerung von Satzteilen aus dem Verbrahmen (siehe Dialogstelle: un haben wir gewahnt in minusinske, haben wir gewahnt najn monat). Die Temporalbestimmung najn monat steht außerhalb des Verbrahmens haben wir gewahnt. Es ist ein typisch zweisprachiger Dialog, der auch in Europa beobachtet werden kann, wenn sich Mehrsprachige unterhalten. Dabei gibt es einige entscheidende Unterschiede in der Sprachentwicklung, die anders verlaufen ist als bei den gegenwärtigen Einwandererdialekten in Europa. Die russlanddeutsche Kontaktvarietät, die sich seit fast 200 Jahren in einer russischsprachigen Umgebung herausgebildet hat, größtenteils isoliert von der Entwicklung in der deutschen Standardsprache, befindet sich nun in einer Endphase.

## Korpuslinguistische Datenerhebung von Sibiriendeutsch
Auf der Grundlage der Feldstudien wurden an der Universität Göteborg zwei elektronische Korpora des spontan gesprochenen Deutsch in Sibirien entwickelt: Siberian German und Siberian German Women. Sie sind als Materialgrundlage für die kontaktlinguistische Erforschung konzipiert, können aber auch einem breiteren Benutzerkreis Einblick in das heutige Russlanddeutsch geben.
Das Teilkorpus Siberian German Women (16.000 Wörter) entstand aus Gesprächen mit vier Informantinnen, die in der sowjetischen Wolgarepublik zwischen 1927 und 1937 geboren wurden. Sie erzählen über ihre Kindheit an der Wolga, ihre Deportation nach Sibirien und über ihren heutigen Alltag im sibirischen Dorf. Das Teilkorpus Siberian German (34.000 Wörter) entstand aus Dialogen von fünf weiteren Sprechern aus der Umgebung von Krasnojarsk, die von russischen Germanisten in Krasnojarsk transkribiert wurden. Insgesamt enthalten die Korpora ca. 52.000 Wortformen, teilannotiert, darunter Wörter russischer Herkunft sowie finite und infinite Verbformen.